# بخش سکووردینسکی
بخش سکووردینسکی (به لاتین: Skovorodinsky District) یک منطقهٔ مسکونی در روسیه است که در استان آمور واقع شده‌است.